# Daugava stadion, Liepāja
Daugava stadion är en multifunktionell arena invigd 1925, i Liepāja, Lettland. Den används idag mest för fotbollsmatcher och är hemmaarena för FK Liepāja. Arenan var tidigare hemmaplan för FHK Liepājas Metalurgs. Daugava stadion har en kapacitet på 5 083 åskådare och var 1992 värd för Baltiska cupen. 
Från 1925 till 1934 hette arenan "Strādnieku stadions" (Arbetarnas stadion), från 1934 till 1990 "Pilsētas stadions" (Stadsstadion).